# (15505) 1999 RF56
A (15505) 1999 RF56 egy kisbolygó a Naprendszerben. A LINEAR projekt keretében fedezték fel 1999. szeptember 7-én.